# Bartolomeo Fronteddu
Bartolomeo Fronteddu (Orani, 6 maggio 1890 – Padova, 14 agosto 1944) è stato un militare italiano, rimasto grande invalido di guerra nel corso della Grande Guerra, cinque volte decorato al valor militare, tre volte ferito. a partire dal 1943 fu il comandante del Battaglione Volontari di Sardegna - Giovanni Maria Angioy della Repubblica Sociale Italiana.

## Biografia
Nacque per caso ad Orani, provincia di Nuoro, il 6 maggio 1890, figlio di Ciriaco di origini dorgalesi. Durante la Grande Guerra, con il grado di capitano prese parte alle prime offensive sull'Isonzo finché fu gravemente ferito nel corso del 1915, subendo l'amputazione del braccio destro..
Ripreso servizio, fu insignito per le sue azioni della medaglia d'argento e di due medaglie di bronzo al valor militare.  Promosso maggiore nel 64º Reggimento fanteria "Cagliari", fu preso prigioniero dagli austriaci nel 1916 che lo rilasciarono l'anno seguente nel corso di uno scambio di prigionieri..
Ritornò presto al fronte, inquadrato nel III Battaglione del 74º Reggimento fanteria "Lombardia". Prestò successivamente servizio durante le operazioni militari per la riconquista della Libia, operando in Cirenaica al comando del XXII Battaglione Eritreo.
Nel corso della seconda guerra mondiale col grado di tenente colonnello della riserva (anzianita' 1º marzo 1938), venne impiegato come comandante del 48º Reggimento fanteria "Ferrara" nella campagna di Grecia dove si distinse nel settore di Lekeli-Libohvo, venendo decorato con una terza medaglia di bronzo al valor militare, e permanendo poi in Montenegro sino al 1943.
All'atto dell'armistizio dell'8 settembre 1943 si trovava presso l'isola della Maddalena al comando del 591º Battaglione costiero.
Nell'ottobre 1943, rientrato a Roma, su decisione del sottosegretario alla Presidenza della Repubblica Sociale Italiana Francesco Maria Barracu, assunse il comando del neocostituito Battaglione Volontari di Sardegna - Giovanni Maria Angioy, un reparto formato esclusivamente da sardi. L'interesse suscitato da un reparto a carattere etnico nell'Esercito Nazionale Repubblicano portò un giornalista della rivista Signal a fargli una lunga intervista, in cui ricordandone i precedenti bellici della prima guerra mondiale, lo presentò ai lettori:
(Il giornalista della rivista Signal raccontando di Fronteddu)
.
Nel gennaio 1944, a Cremona, cedette il comando del battaglione al capitano Achille Manso e assunse un nuovo incarico, a Padova presso il Comando provinciale della Guardia Nazionale Repubblicana e dove, il 14 agosto 1944, fu ucciso insieme all'autista da un gruppo di gappisti del Partito d'Azione. L'attentato, avvenuto tra via Santa Lucia e via Marsilio da Padova,  in realtà aveva per obiettivo il generale Umberto Piatti dal Pozzo, ex responsabile del Comando Militare Regionale veneto. Per rappresaglia furono impiccati e fucilati  dieci partigiani, fra cui il medico oristanese Flavio Busonera, componente comunista del CLN di Padova e Luigi Pierobon, successivamente decorato con la Medaglia d'oro al valor militare alla memoria.

### Controversie
Nonostante Federigo Menna, prefetto di Padova, abbia incolpato con una certa rapidità la Resistenza per la morte del tenente colonnello Bartolomeo Fronteddu, ordinando l'esecuzione di 10 detenuti già presenti nelle carceri di Padova perché sospettati a vario titolo di simpatie per la causa partigiana, già dalle prime indagini emerse che in realtà l'assassinio era stato commissionato a 7 sicari provenienti dallo stesso ambiente fascista, dietro un compenso di 50.000 lire dell'epoca corrisposto dal sergente Martin, di origine austriaca arruolato nella Wehrmacht, per motivi di rivalità riconducibile alle frequentazioni di Fronteddu con una donna (tedesca) della quale si era invaghito.
Sebbene informato su chi fossero i veri mandanti, Menna ordinò comunque l'esecuzione dei 10 ostaggi, nonostante fosse evidente la loro estraneità materiale e politica. Nel settembre 1944, circa un mese dopo l'esecuzione dei 10 simpatizzanti partigiani, anche 3 dei sicari fascisti vennero identificati e passati per le armi.
Dopo circa un anno da questi avvenimenti, a guerra finita, nel 1946 la Corte di Assise Straordinaria di Padova iniziò un processo per individuare le responsabilità dell'ex prefetto Menna nel corso del quale Tullio Calafati, italiano ex ufficiale arruolato nelle SS tedesche e altri 3 agenti della polizia repubblichina testimoniarono che Menna era stato immediatamente informato che i veri responsabili dell'uccisione di Fronteddu erano da ricercarsi tra i ranghi dei fascisti stessi e non nell'ambiente della Resistenza.
Il tribunale appurò che l'assassinio di Fronteddu rientrava nell'ambito comune e non politico e pertanto l'esecuzione dei 10 simpatizzanti partigiani non era classificabile neppure come rappresaglia per motivi di guerra, ma si configurava piuttosto come una ingiustificata intimidazione contro la popolazione per la quale Federigo Menna venne ritenuto colpevole, e condannato a morte mediante fucilazione seppure in contumacia. Menna era nel frattempo fuggito in Argentina, rendendosi irreperibile.

### Annotazioni
1. ↑  Nel libro di Carlo Cocut è riportato: il 14 agosto, a seguito di un attentato dei GAP mirato ad uccidere il Gen. Piatti, rimane ucciso con l'autista.
2. ↑  Il 17 agosto 1944 Primo Barbiero, Saturno Baudin, Antonio Franzolin, Pasquale Muolo, Luigi Pierobon, Cataldo Presicci e Ferrucco Spigolon vengono fucilati alla caserma di Chiesanuova (a Padova), e in quello stesso giorni impiccati ai lampioni di via Santa Lucia Clemente Lampioni, Flavio Busonera, e Ettore Calderoni.

### Fonti
1. 1 2  Phaidra.
2. ↑  Coltro 2020, p. 102.
3. 1 2 3  Cocut 2009, p. 48.
4. ↑  Brigata Lombardia - FrontedelPiave.info - Fronte del Piave - Fronte del piave ARTICLE
5. ↑  Web Archive.
6. ↑  Sanna 2018, p. 142.
7. ↑  Sanna 2018, p. 144.
8. 1 2  Il Cannocchiale.
9. 1 2  Mediterranews.
10. 1 2 3 4 5 6 7  ANPI Padova.
11. ↑   Sulla lapide un errore che non rende giustizia - il mattino di Padova, su Archivio - il mattino di Padova. URL consultato il 13 luglio 2021.